# 1467
1467 (MCDLXVII) fue un año común comenzado en jueves del calendario juliano.

## Acontecimientos
- Se inicia la Gran Guerra Irmandiña en Galicia
- Carlos VIII Knutsson entra a Estocolmo como rey de Suecia, en sustitución del regente Erik Axelsson.
- Comienza la Guerra de Onin.
- Diferentes ciudades de la Corona de Castilla crean la Hermandad General para defenderse de los desórdenes de la época.
- 20 de agosto - Victoria en la segunda batalla de Olmedo de Enrique IV de Castilla sobre Alfonso de Castilla y sus partidarios.
- 15 de diciembre -Batalla de Baia. Victoria de Esteban III de Moldavia sobre Matías Corvino, rey de Hungría.

## Nacimientos
- Beatriz Enríquez de Arana (f. 1521).
- Huayna Cápac

## Fallecimientos
- Leonor de Portugal y Aragón emperatriz del Sacro Imperio Romano Germánico.